# Diaspora acadienne

Carte de la diaspora acadienne.

La diaspora acadienne est un terme désignant les différentes communautés acadiennes, résidant à l'extérieur des Provinces maritimes du Canada.

## Histoire

### Régime français
L'Acadie est fondée en 1604 par Pierre Dugua de Mons. À son apogée, l'Acadie comprenait le littoral entre la rivière Pentagouet (Penobscot) au sud-est et Gaspé, au nord. De nos jours, ce territoire comprendrait la partie continentale de la Nouvelle-Écosse, une partie du Québec, la majeure partie du Nouveau-Brunswick et l'est du Maine. Les établissements acadiens se sont développés à partir de Port-Royal, fondé en 1605, autour de la baie de Fundy, en particulier vers l'est. Les Acadiens préféraient les terrains marécageux, qu'ils asséchaient au moyen de digues munies d'aboiteaux. En plus des forts, quelques autres établissements ont été fondés en régions éloignées, soit Miscou, Miramichi et Nipisiguit au nord ainsi que Pentagouet à l'ouest.

### Régime britannique

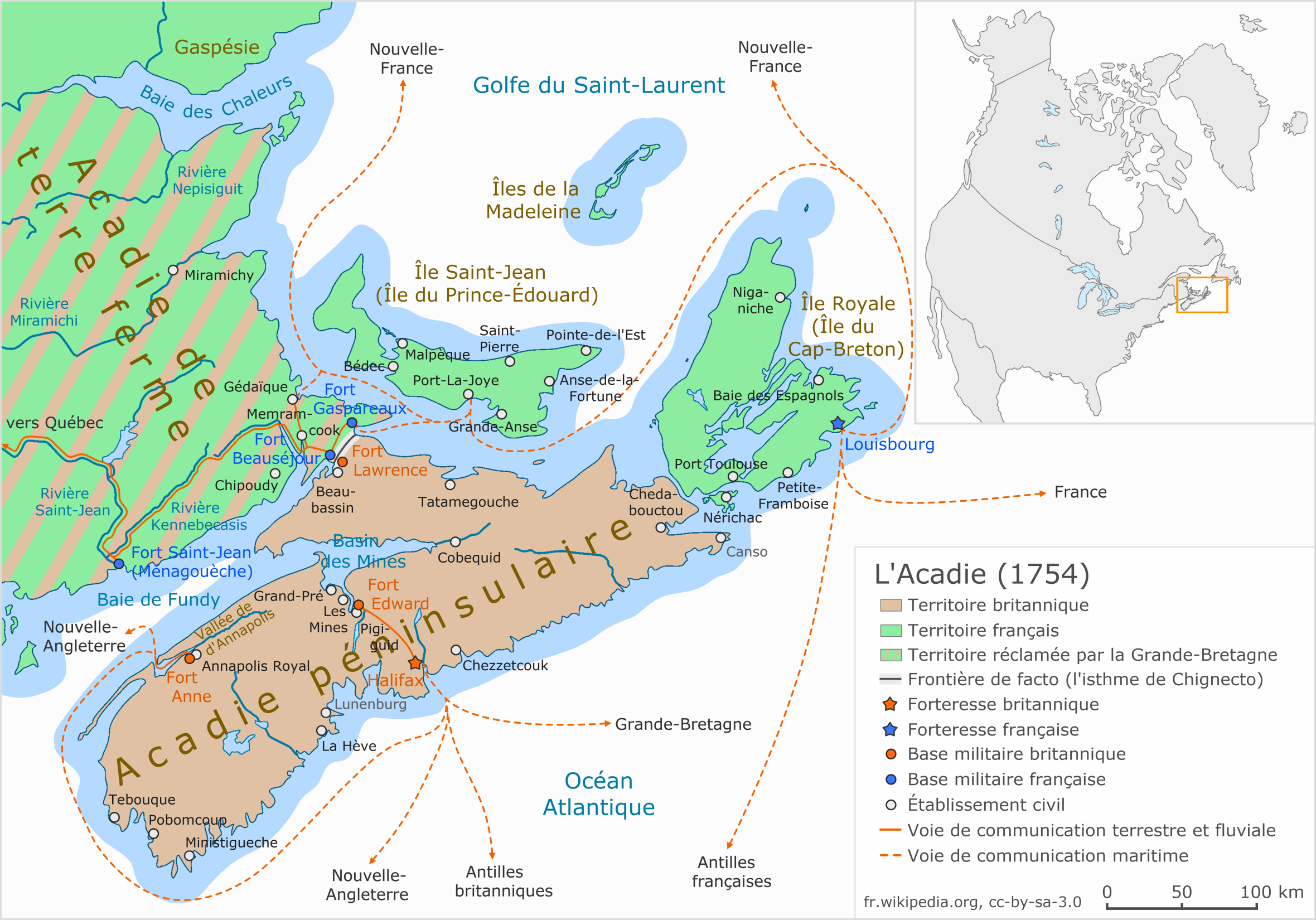
L'Acadie en 1754.

L'Acadie, renommée Nouvelle-Écosse, est cédée au Royaume-Uni en 1713 par le traité d'Utrecht. Ce dernier, assoupli par une lettre de la reine Anne, permet aux Acadiens de quitter la Nouvelle-Écosse sans conditions. Au même moment, la France tente de les attirer à l'île Royale, qui a remplacé Plaisance comme centre de commerce français dans le golfe du Saint-Laurent, ainsi qu'à l'île Saint-Jean, qui doit servir de colonie agricole. La plupart des Acadiens décident tout de même de rester sur place, en raison des conditions de vie difficiles de ces deux îles. Par contre, les Anglais sont encore peu nombreux en Nouvelle-Écosse et tentent d'empêcher les Acadiens de la quitter, car il n'y a pas encore d'agriculteurs anglais et ils craignent que les relations commerciales des Acadiens contribuent à la puissance de l'île Royale. En outre, les Français changent rapidement de stratégie, en supposant que les Acadiens empêcheraient une colonisation britannique s'ils restent en Nouvelle-Écosse.
Les Français construisent la forteresse de Louisbourg sur l'île Royale à partir de 1720, ce qui assoit leur contrôle sur la région, au même moment où une importante immigration de France et de Terre-Neuve grossit la population de l'île. Lors de la guerre de Succession d'Autriche, les Français tentent sans succès de reprendre la Nouvelle-Écosse. Les Britanniques prennent Louisbourg en 1745. Une importante expédition militaire française tente de reprendre la Nouvelle-Écosse en 1746, mais une tempête tue la moitié des hommes et disperse les bateaux. Une expédition terrestre reprend tout de même les Mines en 1746, mais est rapidement expulsée par les Britanniques. 
En 1748, le traité d'Aix-la-Chapelle redonne l'île Saint-Jean et l'île Royale à la France, ce que les Britanniques considèrent comme un affront. Ils décident alors de changer de stratégie et d'en finir avec la présence française, y compris acadienne. C'est ainsi que 2 000 colons fondent Halifax en 1749. Les Acadiens conservent depuis un certain temps une attitude neutre et leur exode se poursuit vers les régions limitrophes de la Nouvelle-France. Les Britanniques tentent encore de leur faire prêter serment d'allégeance et, en 1761, les Français déclarent rebelle tout Acadien refusant de prêter allégeance au roi de France. Entre 1751 et 1754, les deux puissances construisent plusieurs forts en préparation de la guerre.

### Déportation des Acadiens
En 1755, le gouverneur de la Nouvelle-Écosse, Charles Lawrence, fait prendre le fort Beauséjour aux mains des Français et commence la Déportation des Acadiens. Jusqu'en 1763, les territoires limitrophes de la Nouvelle-Écosse sont annexés et les Acadiens déportés vers la Nouvelle-Angleterre. De nombreux autres réussissent à s'enfuir vers le Canada, l'île Saint-Jean (actuelle Île-du-Prince-Édouard) ou se cachent chez les Amérindiens. Plusieurs colonies refusent ces prisonniers, qui sont ensuite déportés vers l'Angleterre ou ramenés en Nouvelle-Écosse. L'île Saint-Jean est presque vidée de sa population en 1758. Les deux tiers sont déportés en France alors que les autres se réfugient à la Ristigouche ou au Canada. Les réfugiés d'Angleterre sont expatriés en France en 1763. Des Acadiens se réfugient à Saint-Pierre-et-Miquelon, mais sont presque tous déportés en 1778.
Plus de la moitié des Acadiens meurent durant cette période.

### Acadie généalogique
Après la signature du Traité de Paris en 1763, les Acadiens se déplacent vers les Antilles, en France, en Louisiane et  dans la province de Québec, mais surtout en Nouvelle-Écosse. 12 000 immigrants de la Nouvelle-Angleterre se sont déjà établis dans les anciens villages acadiens et la loi interdit aux Acadiens de s'établir en communautés trop nombreuses. Ils ont alors la possibilité de s'établir sur certaines terres qui leur sont réservées parmi les anglophones ou plutôt de fonder de nouveaux villages dans les recoins éloignés de l'ancienne l'Acadie, soit l'île du Cap-Breton, l'Île-du-Prince-Édouard ou le territoire qui deviendra le Nouveau-Brunswick en 1784, ce que la plupart font. Parmi tous les anciens villages du cœur de l'Acadie, les seuls n'étant pas réservés aux anglophones sont Pobomcoup et la rive gauche des Trois-Rivières ainsi que Beaubassin, bien que ce dernier accueille très peu d'Acadiens. Les exilés s'établissent au fur et à mesure à Halifax et au bord du détroit de Canso puis dès 1767 à la Baie-Saint-Marie, à Tousquet et à Pobomcoup et, à partir de 1780, à Chéticamp et Margaree.
Près des deux tiers des Acadiens de France se rendent en Louisiane en 1785.
Un groupe d'Acadiens de Saint-Malo s'établit aux îles Malouines en 1764. La plupart quittent l'archipel dans les années suivantes mais il semble que quelques familles aient laissées des descendants sur ces îles ainsi qu'à Montevideo, en Uruguay.
À partir de 1785, le Madawaska voit l'arrivée des Acadiens, qui avaient dû laisser la basse vallée du fleuve Saint-Jean aux Loyalistes. À la fin du XVIIIe siècle, 36 % des Acadiens sont établis dans les Provinces maritimes et leur retour d'exil se poursuit jusqu'aux années 1820. Jusqu'à la deuxième moitié du XXe siècle, les établissements des Maritimes s'étendent le long des côtes et dans l'arrière-pays. Plusieurs facteurs contribuent aux mouvements de population, mais le plus constant est la présence religieuse. Ainsi, la construction d'une chapelle ou l'établissement d'un prêtre signifient généralement qu'une communauté est établie pour de bon. Durant cette période, l'arrivée de nombreux immigrants britanniques accentue le statut minoritaire des Acadiens.
Dans la seconde moitié du XXe siècle, des communautés acadiennes se sont formées en Alberta et au Labrador. Elles sont composées surtout de travailleurs attirés par les nombreux emplois bien payés du secteur primaire. Cet exode menace la survie de certaines communautés des Maritimes.

## Situation depuis leXXesiècle
En plus des 500 000 Acadiens des provinces de l'Atlantique, il y aurait en tout 1 million d'Acadiens en Louisiane, 1 million en Nouvelle-Angleterre, 1 million au Québec et probablement 300 000 en France, soit un total d'au moins 3,8 millions dans le monde.
Une trentaine de villes et de régions presque partout au Québec peuvent être considérées comme des Cadies. À noter que plusieurs de ces communautés ne sont plus de culture acadienne de nos jours et que les Acadiens n'ont parfois été que de passage dans certaines d'entre elles. Aux États-Unis, il y a des communautés acadiennes au nord du Maine (Madawaska), ainsi que des minorités significatives dans plusieurs villes de la Nouvelle-Angleterre et en Floride. Les Cadiens sont présents au sud-ouest de la Louisiane (Acadiane) et au sud-est du Texas (Beaumont, Port Arthur). Il y a finalement une minorité significative dans la région de Los Angeles. En France, on compte entre autres Saint-Pierre-et-Miquelon, la Guyane, Belle-Île-en-Mer en Bretagne, La Ligne Acadienne située sur quatre communes ; Cenan, Archigny, St Pierre de Maillé et Bonneuil-Matours] en Poitou-Charentes ainsi qu’une minorité à Nantes et Saint-Malo.
Au Maine, 5,28 % des habitants parlent le français à la maison, mais ne sont pas tous Acadiens. En Louisiane, ce taux est de 4,68 %, alors que là aussi il ne faut pas confondre Cadiens, Créoles, Houmas et Chitimachas. Au Maine, le français est en déclin chez les personnes âgées de moins de 30 ans, où le taux de francophones a baissé de 18 % entre 1971 et 1987. La situation précaire du français au Maine s'explique par le fait que le français fut interdit dans les écoles entre 1910 et 1960.

## Dans la culture populaire
Plusieurs films récents du cinéaste acadien Phil Comeau explorent les déportations et la diaspora acadienne mondiale, dont celle du Québec avec la série "Les Acadiens du Québec, avec Fred Pellerin" (2011), celle de la Louisiane avec le film "Zachary Richard, toujours batailleur" (2016),, et celle de la France avec les trois films "Belle-Ile-en-Mer, île bretonne et acadienne" (2016), "Belle-Ile en Acadie" (2019) et "Racines, diaspora & guerre" (2023).